# 威爾斯路標

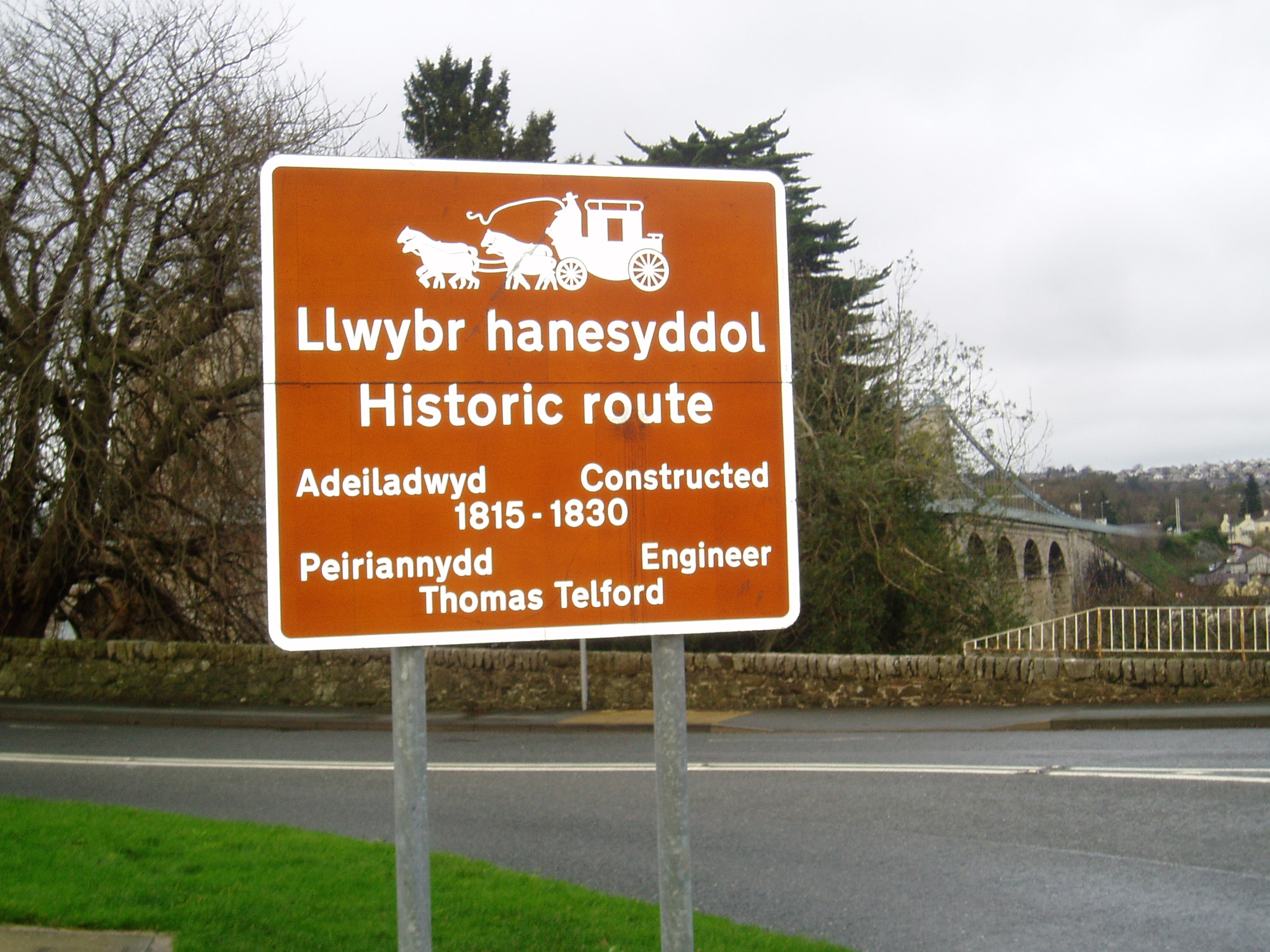
A5公路在威爾斯北部的雙語路牌

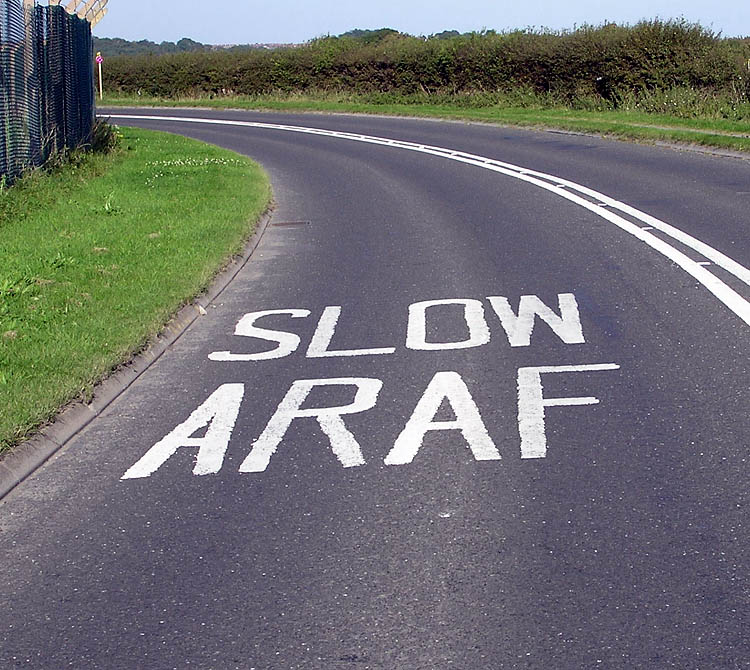
卡迪夫機場附近路面上的雙語路標

威爾斯路標的設計大致與英國其他地區的路標相同，所有新式的路標都會以雙語顯示，據2016年實施的條例所規定，威爾斯文需要排列在英文之前，而不合規格的路標將會逐步被淘汰及更換。

## 錯誤
- 2006年曾經在加的夫有路牌的英文提醒路人望右（look right），但威爾斯文卻寫著望左（edrychwch i'r chwith）[2]。
- 2008年在斯旺西某超級市場入口的路標寫著「Nid wyf yn y swyddfa ar hyn o bryd. Anfonwch unrhyw waith i'w gyfieithu」，意思為「我現在不在辦公室。 發送任何要翻譯的作品。」，似乎是錯誤复制了翻譯人員不在辦公室的電郵回覆[3]。